# Eusebi Molera i Bros
Eusebi Molera i Bros (Vic, Osona, 13 de novembre de 1847 - San Francisco, Califòrnia, EUA, 1932) fou un enginyer, urbanista i arquitecte català.

## Publicacions
- «La Diversibilitat de la llum elèctrica». Revista Europea. Vol. 14, núm. 291 (1879), p. 353-360. (Conjuntament amb Joan Cebrián.)
- «The Pyramids of Teotihuacan». The California Arquitect (1883).
- Mexican Calendar or Solar Stone. San Francisco: Academy of Sciences, 1883.
- «37th Annual Report of the President of the Mercantil Library». The Mercantil Library. San Francisco, 1889.
- «El Terratrèmol de San Francisco». Il·lustració Catalana. Núm. 4 (1906), p. 341-346.
- The March of Portolà and The Log of the San Carlos. San Francisco: The California Promotion Committee, 1909.
- «Edward Robenson Taylor». Quaterly of the California Historical Society. Vol. 2, núm. 3 (1924), p. 263.